# Nightingale Classics
Nightingale Classics est une label discographique indépendant suisse spécialisé dans le répertoire lyrique, anciennement basé à Zoug, dans le canton homonyme. Durant son existence, le label se consacre principalement à Edita Gruberová. Il est placé en liquidation judiciaire dans les années 2010.

## Catalogue
La firme a publié les intégrales notables suivantes,, :
- 1992 : Vincenzo Bellini, Edita Gruberová, Vesselina Kasarova, Igor Morozov, Don Bernardini, Branko Robinšak, Wiener Jeunesse-Chor, ORF Symphonieorchester, Pinchas Steinberg, Daniel Sumegi - Beatrice di Tenda
- 1994 : Bellini, Edita Gruberova, Justin Lavender, Ettore Kim, Francesco Ellero D'Artegna, Katja Lytting, Dankwart Siegele, Carlo Tuand - I Puritani
- 1995 : Donizetti, Gruberova, Ziegler, Schneiderman, Bros, Palatchi, Morozov, Reyes, Chor Und Orchester Des Ungarischen Rundfunks Und Fernsehens, Boncompagni - Anna Bolena (album)
- 1995 : Donizetti - Gruberova, Van Der Walt, Rosa Laghezza - Münchner Rundfunkorchester - La Fille du régiment
- 1998 : Bellini, Gruberova, Scandiuzzi, Bros, Chor Des Bayerischen Rundfunks, Münchner Rundfunkorchester - Viotti - La Sonnambula
- 1998 : Mikaeli Chamber Choir, Swedish Radio Symphony Orchestra, Friedrich Haider, Donizetti - Linda di Chamounix - Highlights (CD, album)
- 2005 : Vincenzo Bellini, Edita Gruberova, Elīna Garanča, Alastair Miles, Friedrich Haider - Norma